# 5993 Tammydickinson
Az 5993 Tammydickinson (ideiglenes jelöléssel 1981 EU22) a Naprendszer kisbolygóövében található aszteroida. Schelte J. Bus fedezte fel 1981. március 2-án.